# Aranyos tűzlepke
Az aranyos tűzlepke vagy arany tűzlepke (Lycaena virgaureae) a rovarok (Insecta) osztályának lepkék (Lepidoptera) rendjébe, ezen belül a valódi lepkék (Glossata) alrendjébe és a boglárkalepkefélék (Lycaenidae) családjába tartozó faj.

## Előfordulása
Az aranyos tűzlepke elterjedési területe Európa, de nyugaton csak szigetszerű foltokban. Az Ibériai-félsziget nagy részén, Angliában, Hollandiában, Dél-Olaszországban és Dél-Görögországban hiányzik. Magyarország középhegységeinek rétjein igen gyakori.

## Alfajai
- Lycaena virgaureae montanus
- Lycaena virgaureae miegii

## Megjelenése
Szárnya 1,7–2 centiméter hosszú. Pontos meghatározása nem egyszerű, mivel a faj erősen változó, egész sor hasonló faj is létezik. A hím felül egyszínű aranyló tűzvörös, a nőstény barnásvörös, fekete pettyekkel. Az elülső szárnyak fekete külső szegélye a szárnyak csúcsa felé kiszélesedik. A hátulsó szárnyak fekete szegélye keskenyebb, és az erek között fekete pettyek láthatók. A szárnyak fonákján a narancsszínű mezőkben elszórt fekete pontok, a hátulsókon fehér foltok is vannak, külső szegélyük széles, sárgásszürke.

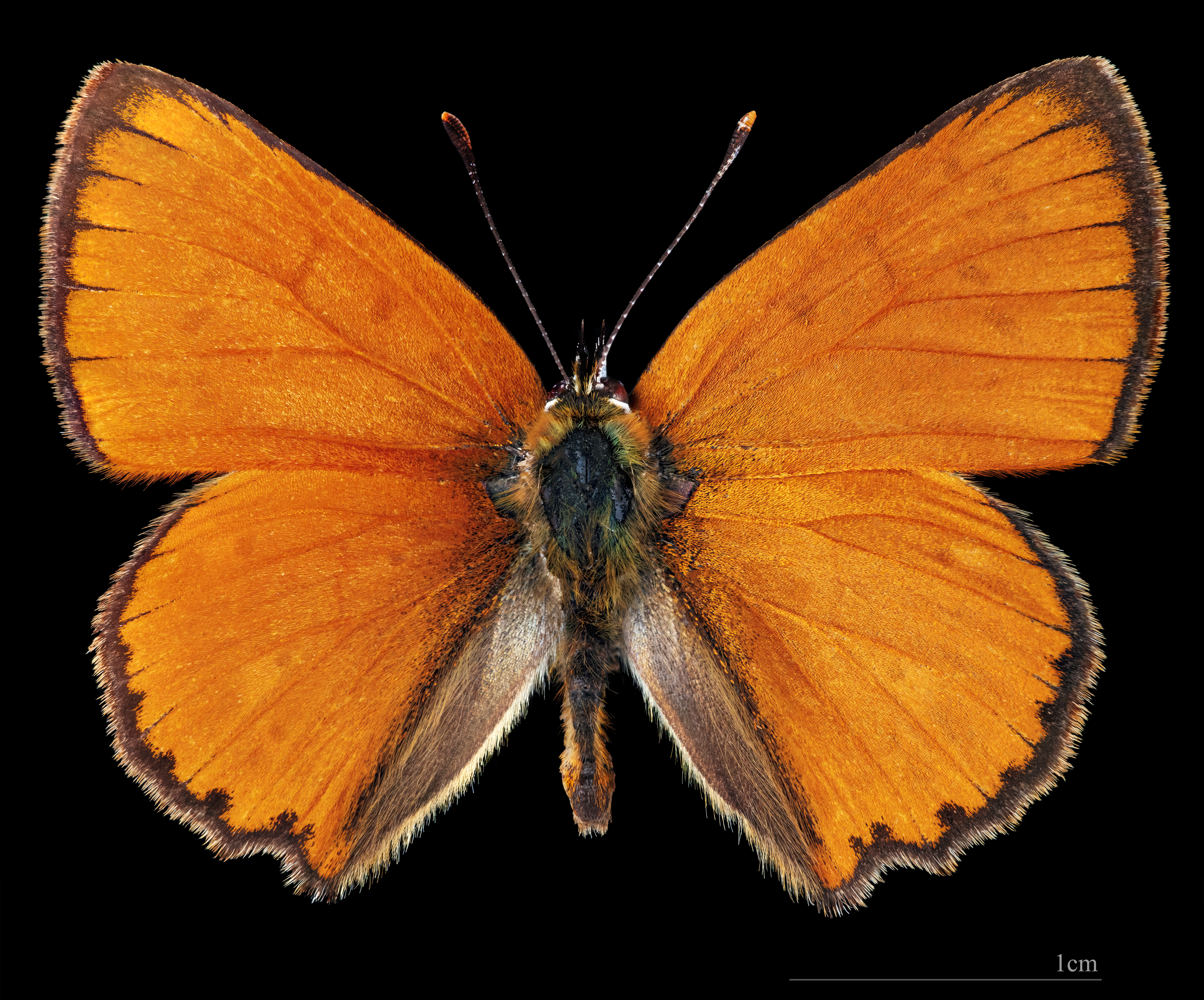
Lycaena virgaureae ♂
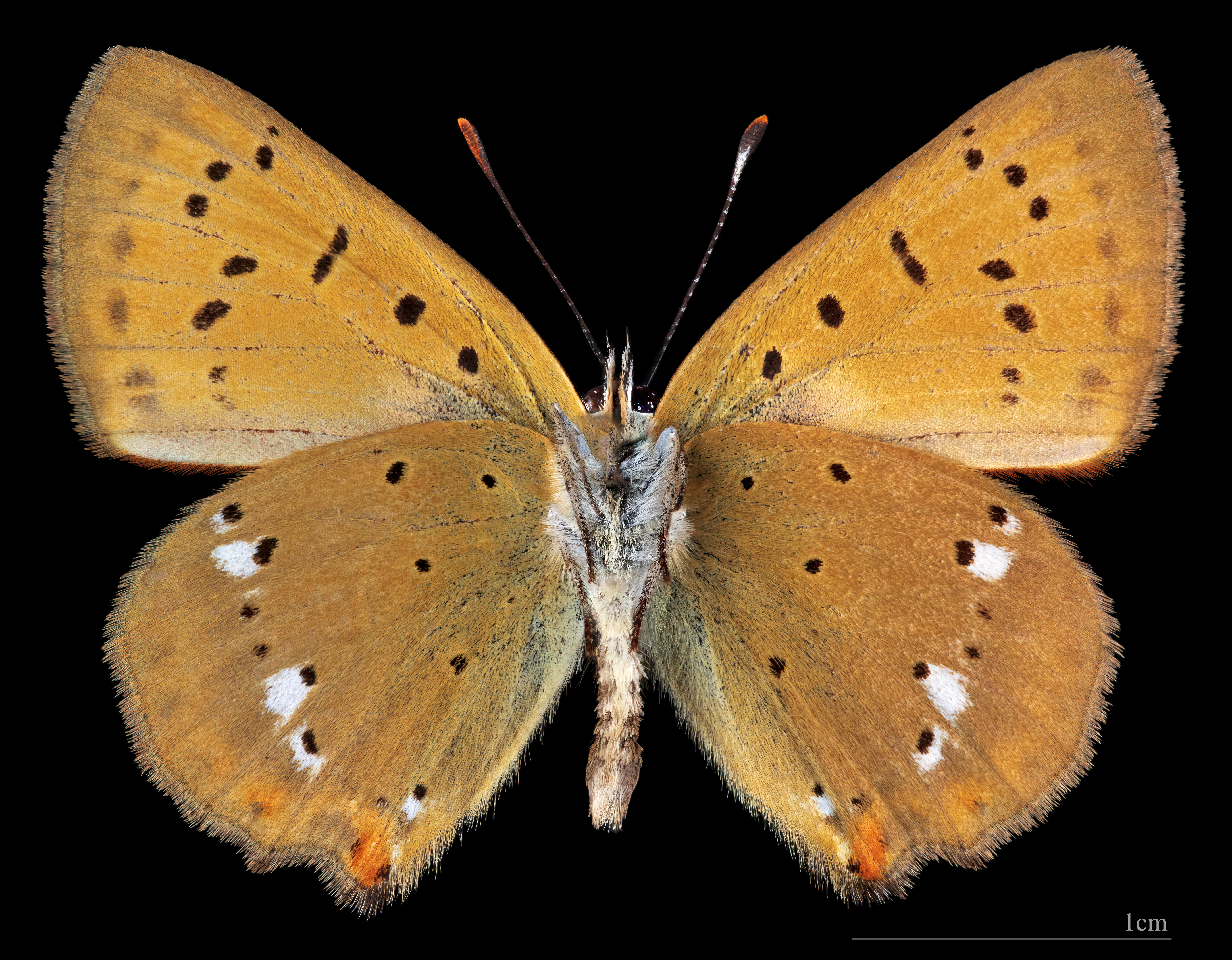
Lycaena virgaureae ♂  △
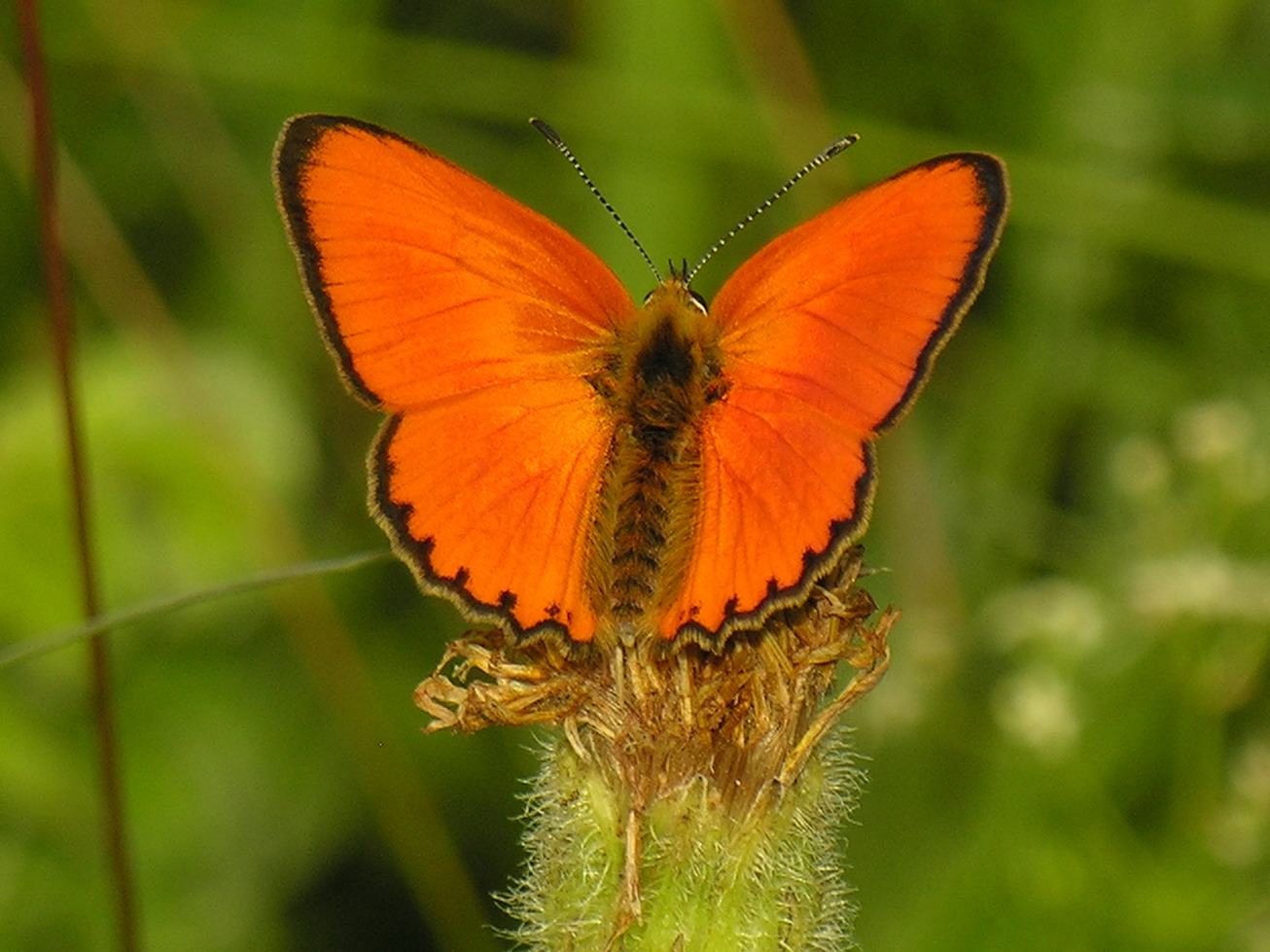
A hím

## Életmódja
Nedves rétek, lápok, erdőszélek és vágások lakója, a síkságoktól 2000 méter magasságig. Tápnövényei a mezei sóska és a juhsóska.
Repülési ideje június közepétől augusztus végéig tart. Hernyóidőszaka április–június között van.